# Boulengerula changamwensis
Boulengerula changamwensis é uma espécie de anfíbio gimnofiono.